# Orlando Zapata
Orlando Zapata Tamayo (15. května 1967, Santiago de Cuba, Kuba – 23. února 2010, Havana, Kuba) byl kubánský dělník a politický aktivista, vězněný za své kritické názory na vládnoucí komunistický režim. V prosinci 2009 zahájil hladovku, v jejímž důsledku po 85 dnech zemřel. Jeho smrt vzbudila mezinárodní pozornost a vedla ke zhoršení vztahů mezi Kubou a Evropskou unií i k ostré kritice ze strany Spojených států, které vyzvaly Kubu k propuštění všech politických vězňů.

## Zatčení
Zapata byl poprvé zatčen v prosinci 2002 kvůli pohrdání úřední mocí a občanské neposlušnosti. Byl uvězněn na více než tři měsíce.
V březnu 2003, 13 dní poté, co byl propuštěn, byl zatčen podruhé v rámci kubánského Černého jara. V té době držel hladovku za propuštění několika dalších disidentů. Byl odsouzen na 25 let vězení, podle některých zdrojů v součtu až na 36 let vězení.

## Smrt v důsledku hladovění
V prosinci 2009 zahájil Zapata hladovku na protest proti životním podmínkám v kubánských věznicích. Jeho zdraví se prudce zhoršovalo, utrpěl selhání ledvin.
Režim jej v kritickém stavu nechal převézt do nemocnice v Camagüey, kde mu byly nitrožilně podávány tekutiny proti jeho vůli. 16. února 2010 se jeho stav dále zhoršil a byl převezen do nemocnice v Havaně, kde však o týden později zemřel.

## Reakce na Zapatovu smrt
Zapatova smrt vyvolala vlnu solidarity s kubánskými politickými vězni a zesílila kritiku komunistického režimu. Mezinárodní organizace Amnesty International označila Zapatu za vězně svědomí.
Rovněž hladovkou se na jeho smrt rozhodl upozornit další významný kubánský disident Guillermo Fariñas, který ji spojil s nakonec úspěšným protestem proti věznění třicítky nemocných politických vězňů.
Kubánské noviny nicméně popsaly Zapatu jako „běžného zločince neprávem povýšeného na mučedníka”. Podle režimem neuznávané, nicméně většinou tolerované Komise pro lidská práva a národní smíření vláda nechala po Zapatově smrti pozatýkat 115 opozičních aktivistů a příznivců zemřelého, přičemž je ponechala zatčené tak dlouho, aby se nemohli zúčastnit jeho pohřbu.
Zapata byl po 38 letech prvním opozičním aktivistou, který na Kubě v důsledku hladovky zemřel. Naposled se tak stalo v roce 1972, kdy kvůli hladovce zemřel básník a disident Pedro Luis Boitel.